# Iberdrola
Iberdrola S.A. est une entreprise espagnole spécialisée dans la production, la distribution et la commercialisation d'électricité et de gaz. Son siège social est situé à Bilbao, au Pays basque. L’entreprise fut fondée le 1er novembre 1992 par fusion entre Hidroeléctrica Española et Iberduero.
Iberdrola figurait en 2010 parmi les 10 plus grands producteurs mondiaux d'électricité au 2010 et était en 2011 le leader mondial dans le domaine de la production éolienne. Iberdrola est aussi le plus gros producteur d'énergie nucléaire d'Espagne. L'entreprise est active dans des dizaines de pays sur quatre continents et compte environ 34,3  millions de clients. Elle emploie près de 40 000 personnes à travers le monde.
Iberdrola est cotée aux bourses de Bilbao et de Madrid et compte parmi les plus grandes entreprises en Espagne par sa capitalisation boursière. Son action figure à l'indice Ibex 35.
En 2015, l’entreprise s’engage à réduire ses émissions de CO2 de 50% d’ici à 2030. Iberdrola annonce en 2023 un investissement total de 47 milliards €, dont 17 milliards € dans les énergies renouvelables, afin de porter la capacité renouvelable à 52 000 MW en 2025.
L'entreprise est présente en France depuis 2001 et a établi son siège à Paris. Elle comptait environ 500 000 clients en France avant la crise de 2022.
En 2023, Iberdrola exploite une capacité de 62 045 MW dans le monde entier, dont 41 246 MW provenant de sources renouvelables.

## Histoire
Fondée en 1992 par la fusion de deux opérateurs historiques du domaine de l'électricité en Espagne, Iberduero et Hidroeléctrica Española,, la société est entrée dans une phase d'expansion depuis la fin du 20e siècle, en s'étendant en Amérique latine, principalement au Mexique et au Brésil.
Iñigo de Oriol e Ybarra fut président d’Iberdrola et est resté en fonction jusqu’en 2005.
Après l'arrivée de José Ignacio Sanchez Galan en 2001, Iberdrola a commencé à se concentrer sur les énergies renouvelables.
José Galan en est devenu président en 2005.
Le 28 novembre 2006, Iberdrola achète pour 17,2 milliards d'euros ainsi qu’Energy East pour 3,34 milliards d’euros en 2008 et devient le numéro 3 européen de l'énergie électrique,,.
Iberdrola atteint en 2010 une production historique de (154 073 millions de kWh, +8 %) et les meilleures chiffres d'affaires (30,431 milliards d'euros) et bénéfice net 2,870 milliards d'euros de toute son histoire.

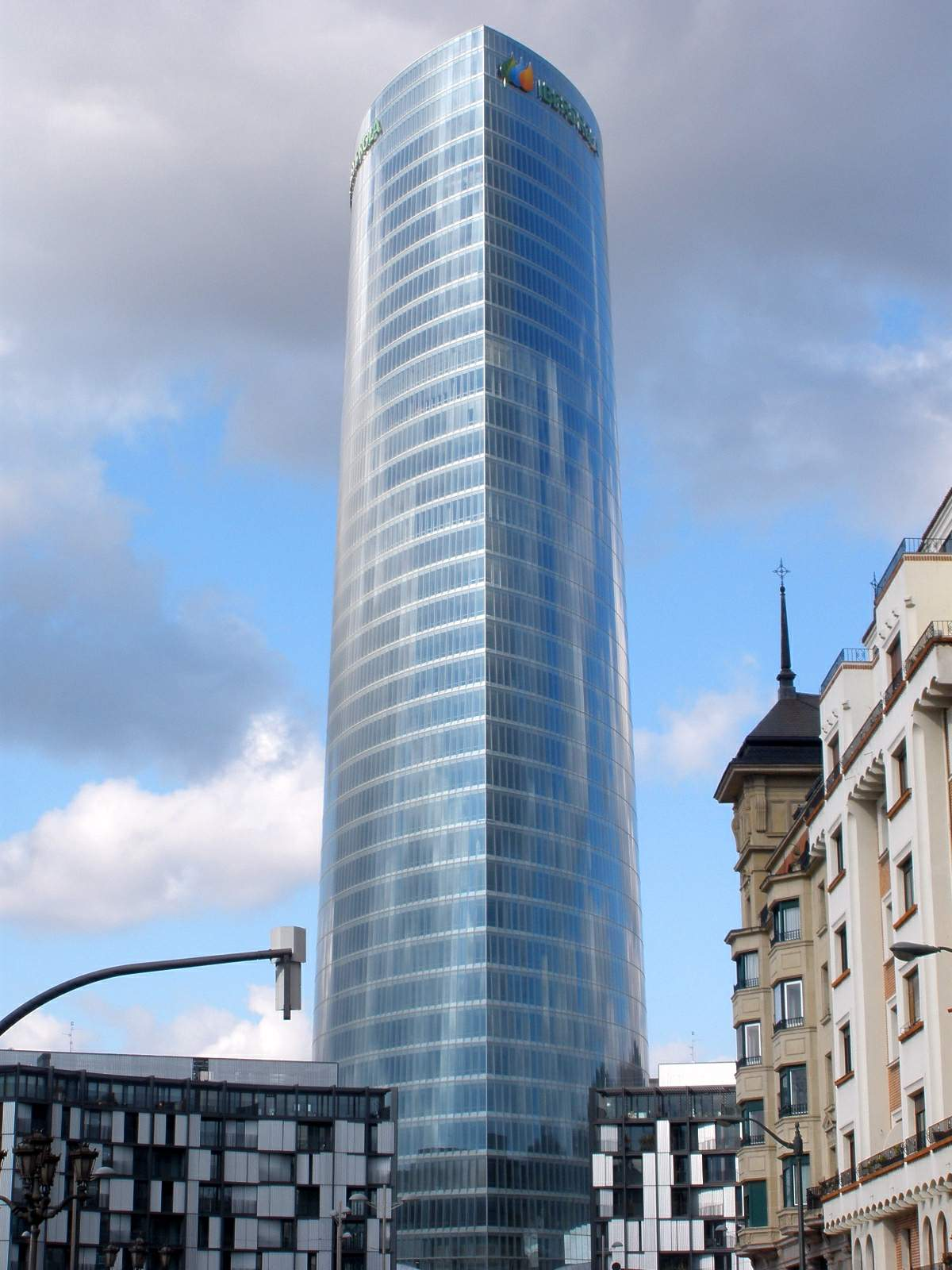
Tour Iberdrola, nouveau siège à Bilbao au Pays basque

Iberdrola figurait en 2010 parmi les 10 plus grands producteurs mondiaux d'électricité au 2010 et était en 2011 le leader mondial dans le domaine de la production éolienne.
En 2011, Iberdrola a éténdu ses opérations au marché brésilien avec l’acquisition d’Elektro.
Le 31 décembre 2012, Iberdrola a vendu les 32 parcs éoliens qu'elle possédait en France à General Electric, Munich Re et EDF Énergies Nouvelles.
En 2013, la construction de la centrale de La Muela (à Cortes de Pallás, Valence), d'une capacité de 848 MW, a été achevée. Il s'agit de l'une des plus grandes centrales hydroélectriques à réserve pompée d'Europe,.
En février 2015, Iberdrola fusionne ses activités américaines avec UIL Holdings, une entreprise américaine de production d'électricité et de distribution de gaz, pour un coût de trois milliards de dollars, créant une nouvelle société cotée, dont elle sera actionnaire. En décembre 2015, à la suite de l'intégration d'Iberdrola USA et d'UIL Holdings Corporation, Iberdrola crée Avangrid et met 18,5% de cette société en bourse à la Bourse de New York.
En 2015, l'entreprise s'engage à réduire ses émissions de CO2 de 50% d'ici 2030. Elle annonce fin 2017 son intention de fermer toutes ses centrales à charbon dans le monde entier. Iberdrola annonce en 2023 un investissement total de 47 milliards €, dont 17 milliards € dans les énergies renouvelables, afin de porter la capacité renouvelable à 52 000 MW en 2025,.
En 2019, l'entreprise a inauguré la centrale hydroélectrique de Baixo Iguaçu, qui fournit de l'énergie verte à un million de brésiliens.
En octobre 2020, Iberdrola annonce l'acquisition d'Infigen, une entreprise australienne, spécialisée dans l'énergie solaire, pour l'équivalent d'environ 550 millions de dollars américains.
La même année, en France, la société a acquis Aalto Power pour 100 millions d'euros, une société spécialisée dans les énergies renouvelables et plus particulièrement dans les projets d'énergie éolienne,,. Les acquisitions réalisées par Iberdrola en 2020 comprennent également le distributeur CEB-D au Brésil et Acacias Renewables au Japon,. Cette année-là, la plus grande centrale photovoltaïque d'Europe a été mise en service : la centrale Núñez de Balboa (500 MW) à Badajoz. En Australie, la construction de Port Augusta est lancée, ce qui en fait la première centrale hybride éolienne-solaire de 317 MW au monde,.
En 2021, Iberdrola a annoncé l'investissement de 7 090 millions d'euros supplémentaires dans la construction du parc éolien offshore East Anglia Hub. Ce macro-complexe éolien offshore regroupe trois projets d'une capacité installée totale de 2 900 MW : East Anglia ONE North, East Anglia TWO et East Anglia THREE.
En 2021, Iberdrola s'est aventuré sur le marché taïwanais en acquérant des projets d'éoliennes offshore.
En 2022, l'entreprise a inauguré l'usine d'hydrogène vert de Puertollano, capable de produire jusqu'à 3 000 tonnes d'hydrogène renouvelable par an,.
En avril 2023, Iberdrola annonce la vente de 13 de ses centrales au Mexique à l'État mexicain pour 6 milliards de dollars.
En 2023, le bénéfice net d'Iberdrola pour le premier semestre est passé à 2,52 milliards d'euros, contre 2,08 milliards d'euros un an plus tôt,.
À l'été 2023, l'un des principaux parcs éoliens offshore de l'entreprise, celui de Saint-Brieuc, situé en Bretagne, a commencé à produire sa première énergie. Avec un investissement de 2,4 milliards d'euros, on estime qu'il produira 1 820 GWh par an et fournira de l'énergie à 835 000 personnes,,.
En août 2024, Iberdrola annonce l'acquisition d'une participation de 88 % dans l'entreprise britannique Electricity North West (ENWL), gestionnaire de réseau, pour 2,5 milliards de dollars, valorisant cette entreprise à 5 milliards d'euros dettes comprises. Iberdrola devient ainsi le second gestionnaire de réseau du Royaume-Uni, desservant 12 millions de consommateurs avec un réseau de 170 000 km.

## Activités
L'entreprise est active dans des dizaines de pays sur quatre continents et compte environ 34,3 millions de clients. Elle emploie près de 40 000 personnes à travers le monde.

### Énergies renouvelables
En 2023, Iberdrola exploite une capacité de 62 045 MW dans le monde entier, dont 41 246 MW provenant de sources renouvelables et 7 100 MW en cours de construction,.
Le secteur des énergies renouvelables du groupe Iberdrola est responsable de la production et de la vente d'énergie électrique à partir de sources renouvelables : éolienne (sur terre et en mer), solaire, hydroélectrique et hydrogène vert,,.
Fin 2022, le groupe Iberdrola disposait d'une capacité installée totale de 60 761 MW, dont 40 066 MW d'énergies renouvelables. En 2023, la société atteindra une capacité de 62 045 MW et 41 246 MW respectivement, augmentant ainsi les énergies renouvelables de 6,5 % dans le monde entier,.
L'un des principaux vecteurs du groupe est l'éolien en mer. Il possède des installations au Royaume-Uni, en Allemagne, aux États-Unis et en France et développe des activités éoliennes en mer en Pologne, Suède,  Irlande, États-Unis, au Brésil, aux Philippines et au Japon, étendant ainsi son portefeuille d'éoliennes en mer à 30 GW.
En 2023, l'entreprise dispose d'une capacité éolienne en mer de 1,3 GW et de 5 500 MW en construction, qui seront mis en service avant 2027. Au cours de la dernière décennie, Iberdrola a investi 30 000 millions d'euros dans l'éolien offshore.
L'entreprise dispose également d'une capacité installée de plus de 20 000 MW dans le monde pour l'énergie éolienne terrestre, notamment aux États-Unis, au Mexique, au Brésil, au Royaume-Uni, en Espagne, au Portugal, en France, en Pologne, en Hongrie, en Roumanie, en Grèce, à Chypre et ainsi qu'en Australie. Selon le plan stratégique de l'entreprise, 25% des investissements dans les énergies renouvelables seront consacrés à l'augmentation de la capacité installée dans cette technologie de 3 100 MW.
En 2023, la capacité photovoltaïque d'Iberdrola dépasse 4 500 MW aux États-Unis, au Mexique, au Brésil, au Royaume-Uni, en Espagne, en Australie, au Portugal, en Italie et en Grèce.
Iberdrola a également 60 projets d'hydrogène vert dans huit pays : États-Unis, Mexique, Brésil, Royaume-Uni, Espagne, Portugal, Italie, Australie, pour l'électrification et la décarbonisation des secteurs de l'industrie et du transport lourd.
Avec une capacité globale de plus de 14 000 MW, l'entreprise soutient également la production d'énergie hydroélectrique. Elle possède des installations aux États-Unis, au Brésil, en Espagne, en France et en Italie.

### Réseaux intelligents
L'entreprise exploite l'un des plus grands systèmes de distribution au monde, avec 1,2 million de kilomètres de lignes de distribution et de transmission dans le monde entier. Le secteur des réseaux du groupe Iberdrola est chargé de la construction, de l'exploitation et de la maintenance des réseaux intelligents, des lignes électriques, des sous-stations, des centres de transformation et d'autres infrastructures permettant de transférer l'électricité des centres de production à l'utilisateur final.
Iberdrola a également créé le Global Smart Grids Innovation Hub (GSGIH), un centre mondial d'innovation en matière de réseaux intelligents.

## Iberdrola en France
L'entreprise est présente en France depuis 2001 et a établi son siège à Paris. Elle compte environ 500 000 clients en France,. L'entreprise a annoncé que la France est l'un des pays cibles de sa stratégie de croissance, au même titre que l'Allemagne et l'Australie,. Iberdrola a également annoncé son intention d'investir 4 milliards d'euros d'ici 2025, principalement dans des projets d'énergie renouvelable en France,,.
Iberdrola Renouvelables France assure le développement, la construction et l'exploitation de projets d'énergie renouvelable en France. Iberdrola exerce également son activité commerciale en France en vendant de l'énergie, du gaz et des solutions intelligentes par l'intermédiaire de sa filiale Iberdrola Energie France S.A.S..
En 2012, Iberdrola a remporté l'appel d'offres pour le projet éolien offshore de Saint-Brieuc, développé par la société Ailes Marines, filiale à 100% d'Iberdrola Renouvelables France. La construction de ce projet de 496 MW, situé en Bretagne, a débuté en 2021. À l'été 2023, Saint-Brieuc a commencé à produire sa propre énergie,,. Le parc est officiellement inauguré le 19 septembre 2024.
En 2020, Iberdrola a acquis Aalto Power pour 100 millions d'euros, une société française d'énergie renouvelable spécialisée dans les projets éoliens,,.
En 2021, Ignacio Galán, président d'Iberdrola, a participé à la réunion "Choose France", organisée par le gouvernement français pour promouvoir les investissements étrangers et mettre en avant l'attractivité économique du pays.
En 2022, l'entreprise s'est associée à Solvay pour un projet de système solaire photovoltaïque de 75 GWh en France. Elle a également signé un protocole d'accord avec AXA IM pour une collaboration dans le secteur de l'éolien offshore en France,.
En 2023, Iberdrola s'est vu attribuer une centrale photovoltaïque flottante de 25 MW dans le cadre d'un appel d'offres lancé par la commune de Kurtzenhouse en Alsace. Une production annuelle estimée capable de fournir de l'électricité verte à près de 10 000 foyers alsaciens d'ici à la fin de 2026,. A la fin de l’exploitation de la centrale, Iberdrola prendra en charge 100% du démantèlement et la remise en état du site.
Iberdrola met également en œuvre quatre projets agro-voltaïques en France d'une capacité totale de 12 MW dans le cadre des appels d'offres d'innovation en matière d'énergie renouvelable lancés par le ministère français de la Transition énergétique.
En France, Iberdrola propose des services pour les particuliers, les professionnels et les industriels en matière d'électricité et de gaz, ainsi que des services énergétiques intelligents, tels que l'installation de panneaux photovoltaïques et de points de changement. Iberdrola se concentre sur l'autoconsommation, en proposant une offre clé en main pour les installations photovoltaïques. Pour les entreprises, Iberdrola s'appuie sur des contrats à long terme tels que les PPA (Power Purchase Agreement).

## Principales filiales

### ScottishPower
Iberdrola a acquis Scottish Power en 2006 et le quatrième plus important fournisseur d'énergie au Royaume-Uni a intégré ses opérations au groupe en avril 2007. Scottish Power dessert plus de cinq millions de clients à travers le pays et emploie 8 500 personnes. L'entreprise dispose de centrales hydroélectriques, thermiques au charbon, à cycle combiné et de cogénération ; son réseau de distribution s'étire sur plus de 65 000 km de lignes souterraines et 47 000 km de lignes aériennes.
Scottish Power participe à des projets de réseaux électriques intelligents à Glasgow et Liverpool, en plus de fournir des stations de recharge dans le cadre d'un consortium qui met en place un projet d'implantation des véhicules électriques à Glasgow. La puissance installée des centrales de cette filiale au Royaume-Uni (à l'exclusion de l'énergie renouvelable) atteint 6 036 MW, qui ont produit 20 584 GWh en 2011.

### Avangrid
Iberdola USA a été créée en septembre 2008 après l'OPA amicale d'Energy East par l'entreprise espagnole l'année précédente. Iberdrola a acquis le distributeur pour un montant de 4,5 milliards de dollars (3,4 milliards d"euros).
L'achat d'Energy East représente la dernière étape d'un mouvement de consolidation des distributeurs d'énergie dans le nord-est des États-Unis qui a débuté dans les années 1990, dans le cadre de la libéralisation des marchés de l'électricité. En 1999, Energy East, qui était propriétaire de NYSEG, achète CMP pour 957 millions de dollars en 1999. L'entreprise acquiert Rochester Gas and Electric en 2001.
Elle distribue de l'électricité et du gaz naturel à 2,3 millions de clients dans les états de New York et de la Nouvelle-Angleterre. Elle a des bureaux dans les principales villes de ses territoires de distribution.
Deux filiales font des affaires dans l'État de New York : New York Electric & Gas (NYSEG) et Rochester Gas and Electric (RG&E), toutes deux basées à Rochester (New York). NYSEG a 878 000 clients dans le nord de l'état, alors que RG&E dessert 367 000 clients de son service électrique et 303 000 abonnés pour son réseau de gaz naturel dans les neuf comtés entourant la ville de Rochester. Au Maine, Central Maine Power (CMP), d'Augusta, est le plus important fournisseur d'énergie de l'état avec plus de 660 000 clients
Iberdrola USA mène des projets d'infrastructure au Maine et dans l'État de New York. Au Maine, CMP a lancé en 2010 la construction du Maine Power Reliability Program (MPRP), un renforcement du réseau de transport électrique de l'état évalué à 1,4 milliard de dollars. Le MPRP devrait aussi faciliter les importations d'électricité du Québec et du Canada atlantique. L'entreprise a également commencé le déploiement de 625 000 compteurs intelligents au Maine.

### Iberdrola Ingeniería
Avec des projets en cours dans plus de 40 pays et des filiales et bureaux dans 27 pays en Europe, en Asie, en Afrique et dans les Amériques, Iberdrola Ingeniería and Construcción vend des services de génie-conseil, d'approvisionnement, de construction et de rodage, des projets clé en main et du soutien à l'exploitation. La filiale est active en R&D en participant au Cenit Ocean Líder, l'initiative de recherche la plus importante dans le domaine de l'énergie océanique. Elle développe également le Direct Steam Project et Prometeo dans le domaine des technologies thermo-solaires.

### Iberdrola Inmobiliaria
Iberdrola Inmobiliaria vend des services de courtage immobilier. La construction de la Torre de Occidente à Lisbonne (Portugal)  a été achevée en 2011.

## Données financières et boursières
En 2021, les actifs d'Iberdrola s'élèvent à 142 milliards €, son Ebitda atteint 12 milliards €, soit six fois plus qu'en 2000, et ses bénéfices devraient dépasser 4 milliards € sur l'exercice 2022. Sa capitalisation boursière est passée de 12 milliards € en 2000 à 70 milliards € en 2022.
Iberdrola est cotée aux bourses de Bilbao et de Madrid et compte parmi les plus grandes entreprises en Espagne par sa capitalisation boursière. Son action figure à l'indice Ibex 35.
Actionnaires principaux au 10 octobre 2021 :
| Qatar Investment Authority        | 8,69 % |
| Norges Bank Investment Management | 3,05 % |
| The Vanguard Group                | 2,41 % |
| Capital Research & Management     | 1,35 % |
| Amundi Asset Management SA        | 1,29 % |
| BlackRock Advisors UK             | 1,11 % |
| Fidelity Management & Research    | 1,06 % |
| Covéa Finance SAS                 | 1,00 % |

## Affaires judiciaires
En 2017, la justice espagnole ouvre une enquête sur une présumée hausse artificielle des prix de l'électricité pratiquée en 2013 par Iberdrola. La société est notamment mise en cause pour une hausse artificielle des prix de l'électricité du 30 novembre au 23 décembre 2013, qui lui a déjà valu en novembre 2015 une amende de 25 millions d'euros de l'autorité espagnole de la concurrence (CNMC). La CNMC estime qu'Iberdrola a volontairement réduit la production de trois de ses centrales hydroélectriques pour gonfler ses tarifs.
En octobre 2023, Iberdrola et quatre de ses dirigeants sont jugés pour fraude sur les prix de l’électricité. Le tribunal de l’Audience nationale poursuit l’entreprise et les dirigeants de sa filiale Iberdrola Generación pour « délit de manipulation des cours ». Iberdrola est accusée plus particulièrement d’avoir manoeuvré pour vendre à ses clients entre novembre et décembre 2013 de l’énergie provenant de centrales à cycle combiné. Ces derniers utilisent du gaz pour produire de l’électricité, et non de centrales hydroélectriques, dont le prix était nettement inférieur. En pleine vague de froid et alors que l’économie des ménages était déjà gravement affectée par les augmentations d’impôts et les réductions de salaires, le prix de gros de l’électricité avait grimpé en flèche pour atteindre des niveaux jamais vus depuis plus d’une décennie. L'impact a été tel que plus d'une vingtaine de grandes entreprises sidérurgiques et cimentières eurent leurs usines paralysées totalement ou partiellement en raison de la hausse des prix. Ce n’est qu’à ce moment-là que le gouvernement était intervenu – par l’intermédiaire de la Commission nationale des marchés et de la concurrence (CNMC) – et décidait d'annuler une vente aux enchères qui aurait entraîné une augmentation des tarifs de plus de 11 %. Le scandale a également entraîné un changement dans le modèle de tarification.
Le parquet anti-corruption reproche aux dirigeants d'Iberdrola Generación d'avoir conçu et mis en œuvre un « système » visant à « augmenter le prix de l'énergie » à travers leurs centrales hydroélectriques dans le but de « provoquer une augmentation du prix » et de « nuire aux consommateurs ». Selon le ministère public, cette opération irrégulière a causé des coûts supplémentaires de plus de 107 millions d'euros. A contrario, elle a représenté un bénéfice de 21,2 millions pour l'entreprise. La lutte contre la corruption demande une amende de près de 84,9 millions d'euros pour Iberdrola Generación, ainsi que deux ans de prison et d'interdiction et une amende de 12 mois avec une indemnité journalière de 400 euros pour les dirigeants. L'association de consommateurs Facua poursuit également la société et ses dirigeants au civil.

## Lobbying
Iberdrola est inscrite depuis 2012 au registre européen des lobbies et déclare pour cette activité des dépenses comprises entre 400 000 et 500 000 euros en 2020. L'entreprise déclare aux États-Unis, pour l'année 2020, des dépenses de lobbying d'un montant de 760 000 dollars.